# Vilamarxant
Vilamarxant és un municipi del País Valencià que es troba a la comarca del Camp de Túria.

## Geografia

### Localització
El terme compta amb un relleu molt accidentat solcat pel Túria i amb Les Rodanes que és l'elevació més important del terme, on poden trobar-se fins a 11 coves i avencs i que va ser declarat Paratge Natural Municipal pel Govern Valencià el 8 de febrer de 2002.
El seu terme municipal limita amb Benaguasil, Riba-roja de Túria, Xest (a la Foia de Bunyol) i Pedralba (als Serrans).

### Clima
El municipi de Vilamarxant posseïx un clima típicament mediterrani. Es caracteritza per un clima suau, amb una temperatura mitjana anual superior als 17 °C. Els estius són càlids i els hiverns molt moderats. Durant els mesos hivernals la temperatura no sol estar per davall dels 3 °C. Les precipitacions són discretes, de 422 mm a l'any, i presenten el clàssic mínim estival mediterrani, amb dos màxims, un a la tardor (gota freda) i un altre a l'acabament de l'hivern i començament de la primavera.
| Paràmetres                | I    | II   | III  | IV   | V    | VI   | VII  | VIII | IX   | X    | XI   | XII  | Anual |
| Temperatures mitjanes, ºС | 10,6 | 11,3 | 13,2 | 15,5 | 18,9 | 22,9 | 26,0 | 26,0 | 23,4 | 19,0 | 14,1 | 11,0 | 17,65 |
| Pluja, mm                 | 28,6 | 33,1 | 31,4 | 37,6 | 29,4 | 29,3 | 10,5 | 25,2 | 38,4 | 70,8 | 51,5 | 35,9 | 421,9 |
| ------------------------- | ---- | ---- | ---- | ---- | ---- | ---- | ---- | ---- | ---- | ---- | ---- | ---- | ----- |

## Història
El desenvolupament històric del municipi de Vilamarxant ha experimentat una evolució que data de l'època antiga fins a l'actualitat, definint el model territorial que ha arribat fins als nostres dies.
Els vestigis més antics d'una primitiva ocupació humana a la zona poden remuntar-se al Paleolític Superior, suposant un assentament humà més o menys continu per terres confrontants fins al Mesolític. Malgrat tot, les dades més antigues de poblament al terme municipal de Vilamarxant, són de l'edat de bronze. Concretament s'ha localitzat un poblat pertanyent a aquella època a l'Alt dels Castellets, turó flanquejat pel barranc de Porxinos. D'època ibèrica no s'han trobat restes en el terme municipal de Vilamarxant, tot i la gran quantitat de poblats que es troben al Camp de Túria.
S'han localitzat jaciments arqueològics d'època romana a la partida de la Villalba, on es troben uns murs d'edificació d'una vila, fragments de dolium, d'àmfores i de gots, així com fragments de paviments fets amb maons romboïdals. També són romanes les restes de l'aqüeducte del barranc de la Moxolina, així com tota la xàrcia de canals i obres de regadiu de l'aprofitament de les aigües del riu Túria. És probable que l'origen del primitiu assentament del poble també siga romà, ja que el topònim sembla d'origen llatí i no musulmà.
Amb l'arribada dels musulmans a terres valencianes, en el segle viii, s'inicia un llarg període de dominació que durarà fins a finals del segle xiii. Ho corroboren nombrosos assentaments a la zona, constituïts primàriament com a alqueries amb recinte emmurallat i castell. És el cas de Vilamarxant, que encara que el seu topònim no siga d'orige musulmà, sí ho són les restes de muralla i torre que constituïxen els vestigis més antics d'assentament urbà en el municipi. La conquesta musulmana va suposar l'extensió i perfeccionament de la xàrcia de séquies i tècniques de regadiu iniciades pels romans, la introducció de nous cultius com la taronja o l'arròs.
Amb la conquesta cristiana de Jaume I l'any 1238 i la creació del Regne de València s'inicia el procés de repartiment i repoblació de les terres. Segons el Llibre del Repartiment, Vilamarxant va quedar constituïda en terra de senyoriu, sent donada per concessió reial a Pere Cornell el castell i la vila de Vilamarxant, encara que més tard el mateix rei la va donar a Ximén Pérez d'Arenós. El 1335 va passar a mans de Blas de Maça de Verga i més tard a les famílies de Montcada i Villalba.
Durant la baixa edat mitjana, la manca d'aigua per al reg dels camps entre les comarques del Camp de Túria i l'Horta de València, va portar Jaume el Just a ordenar a l'horta del riu Túria l'aprofitament alternatiu del regadiu entre poblacions. Així, les localitats de Pedralba, Benaguasil, Riba-roja de Túria i Vilamarxant (Pobles Castells) aprofitaven l'aigua uns dies de la setmana i els pobles de l'Horta d'altres.
Durant el segle xvi, Vilamarxant tenia una població mixta però amb predomini de moriscos. A principis del segle xvii es decreta l'expulsió dels moriscos, per la qual cosa Vilamarxant va vore reduïda la seva població a la meitat. Després de l'expulsió, no només Vilamarxant, sinó també moltes les poblacions del Camp de Túria van quedar pràcticament buides.
A finals del segle xvii es va produir una expansió agrícola a les zones baixes del Túria gràcies al cultiu de l'arròs. Aiixò va originar un augment de la població i una recuperació demogràfica que va afectar també el terme de Vilamarxant. Tanmateix, van arribar també les febres endèmiques pròpies de les zones pantanoses, que provocaren una elevada mortaldat.
A finals del segle xviii tota la comarca del Camp de Túria registra una prosperitat centrada en l'agricultura principalment, sent els cultius més importants el blat, els garrofers, l'olivera i la vinya. Les terres de conreu s'havien anat estenent, la masia o el mas era la unitat típica del secà i es corresponia amb les grans i mitjanes propietats rústiques. Entre els anys 1845 i 1875, l'economia agrícola inicià una etapa d'expansió, principalment pel cultiu de taronja, vinya i arròs, tots productes d'exportació, amb la qual cosa s'amplià i s'aprofundí en la transformació del secà en regadiu.

## Demografia
| Població | 5.813 | 6.151 | 6.295 | 6.516 | 6.730 | 7.152 | 7.505 | 7.761 | 8.257 | 8.767 | 9.129 | 9.393 | 9.491 | 9.414 | 9.204 | 9.208 | 9.223 |

## Economia
L'economia continua depenent de l'agricultura tant de secà com de regadiu. Altres fonts d'ingressos són la ramaderia de què hi ha ovelles, porcs, vaques i granges de pollastres i una naixent indústria ceràmica i de conserves vegetals.

## Política i Govern

### Composició de la Corporació Municipal
El Ple de l'Ajuntament està format per 13 regidors. En les eleccions municipals de 26 de maig de 2019 foren elegits 4 regidors del Partit Socialista del País Valencià (PSPV-PSOE), 4 del Partit Popular (PP), 3 de Ciutadans - Partit de la Ciutadania (Cs) i 2 de Compromís per Vilamarxant (Compromís).
| Eleccions municipals de 26 de maig de 2019 - Vilamarxant                                                                      |                                          |                                     |                                     |        |          |          |
| Candidatura | Candidatura                              | Candidatura                         | Cap de llista                       | Vots   | Vots     | Regidors |
| | Partit Socialista del País Valencià-PSOE |                                     | Jesús Montesinos Oltra              | 1.342  | 29,55%   | 4 (+1)   |
| | Partit Popular                           |                                     | Héctor Troyano Navarro              | 1.081  | 23,81%   | 4 (-1)   |
| | Ciutadans - Partit de la Ciutadania      |                                     | Javier Jorge Cerdá                  | 894    | 19,69%   | 3 (+1)   |
| | Compromís per Vilamarxant                |                                     | Voro Golfe Cervera                  | 775    | 17,07%   | 2 ()     |
| | Altres candidatures                      |                                     |                                     | 412    | 9,07%    | 0 ( -1)  |
| | Vots en blanc                            |                                     |                                     | 37     | 0,81%    |          |
| Total vots vàlids i regidors                                                                                                  | Total vots vàlids i regidors             | Total vots vàlids i regidors        | Total vots vàlids i regidors        | 4.541  | 100 %    | 13       |
| | Vots nuls                                | Vots nuls                           | Vots nuls                           | 26     | 0,57%    |          |
| Participació (vots vàlids més nuls)                                                                                           | Participació (vots vàlids més nuls)      | Participació (vots vàlids més nuls) | Participació (vots vàlids més nuls) | 4.567  | 61,74%** |          |
| Abstenció | Abstenció                                | Abstenció                           | Abstenció                           | 2.830* | 38,26%** |          |
| Total cens electoral | Total cens electoral                     | Total cens electoral                | Total cens electoral                | 7.397* | 100 %**  |          |
| Alcalde: Héctor Troyano Navarro (PP) (15/06/2019) Per majoria absoluta dels vots dels regidors (7 vots: 4 de PP i 3 de Cs)    |                                          |                                     |                                     |        |          |          |
| Fonts: JEC, JEZ Llíria, M. Interior, Periòdic Ara. (* No són vots sinó electors. ** Percentatge respecte del cens electoral.) |                                          |                                     |                                     |        |          |          |

### Alcaldes
Des de 2019 l'alcalde de Vilamarxant és Héctor Troyano Navarro (PP).
| Període                       | Alcalde o alcaldessa    | Partit polític | Data de possessió | Observacions |
| ----------------------------- | ----------------------- | -------------- | ----------------- | ------------ |
| 1979–1983                     | Eusebio Civera Martínez | UCD            | 19/04/1979        | --           |
| 1983–1987                     | Eusebio Civera Martínez | AP-PDP-UV-UL   | 28/05/1983        | --           |
| 1987–1991                     | Francisco Gil Sanchis   | AP             | 30/06/1987        | --           |
| 1991–1995                     | Félix Castellano Esteve | PSPV-PSOE      | 15/06/1991        | --           |
| 1995–1999                     | Eusebio Civera Martínez | UV-CCV         | 17/06/1995        | --           |
| 1999–2003                     | Vicente Betoret Coll    | PP             | 03/07/1999        | --           |
| 2003–2007                     | Vicente Betoret Coll    | PP             | 14/06/2003        | --           |
| 2007–2011                     | Vicente Betoret Coll    | PP             | 16/06/2007        | --           |
| 2011–2015                     | Vicente Betoret Coll    | PP             | 11/06/2011        | --           |
| 2015–2019                     | Jesús Montesinos Oltra  | PSPV-PSOE      | 13/06/2015        | --           |
| 2019-2023                     | Héctor Troyano Navarro  | PP             | 15/06/2019        | --           |
| Des de 2023                   | n/d                     | n/d            | 17/06/2023        | --           |
| Fonts: Generalitat Valenciana |                         |                |                   |              |

## Patrimoni i llocs per visitar

### Patrimoni religiós

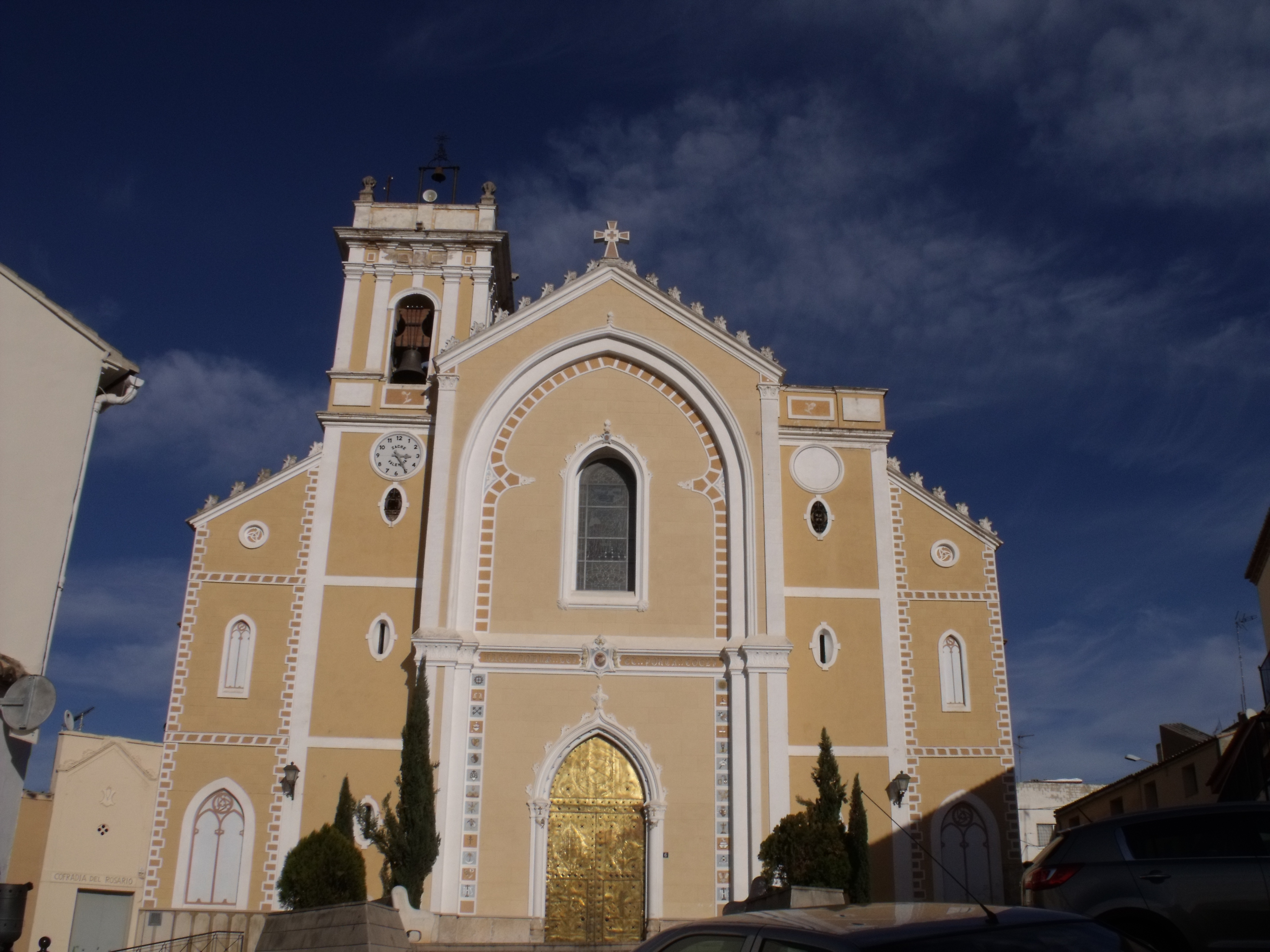
Església de Santa Caterina.

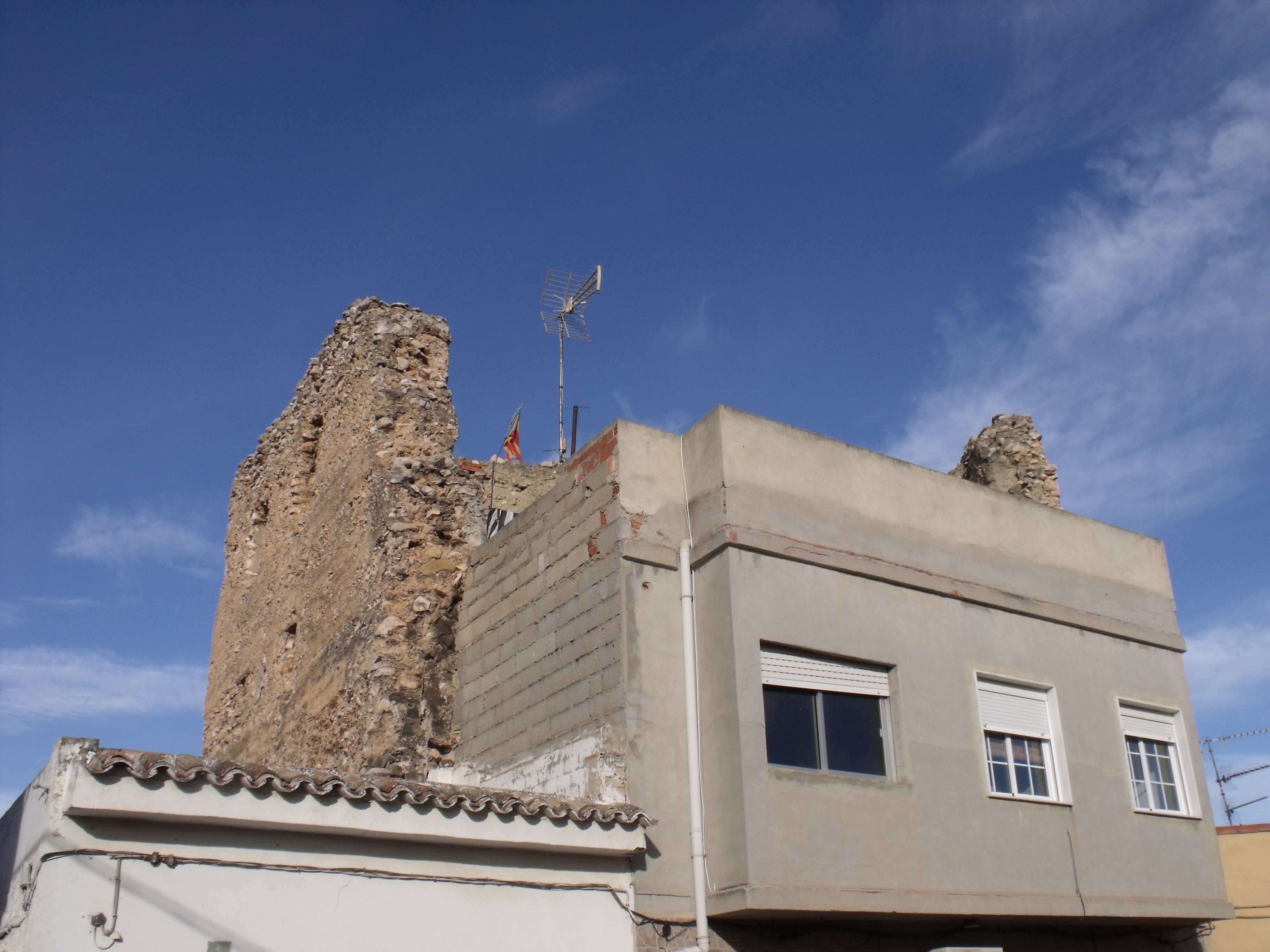
Torre del castell musulmà.

- Església de Santa Caterina màrtir. Situada a la plaça de l'Església i dedicada a Santa Caterina Màrtir. És el punt més elevat del centre històric de Vilamarxant. Va ser construïda a finals del segle xix sobre la primitiva mesquita adaptada des dels temps de la Conquesta de València.
- Ermita de l'Assumpció de Monte Horquera.
- Ermita de San Francisco Javier.

### Patrimoni civil
- Castell o Torre de Vilamarxant. Ruïnes de l'antic castell musulmà del que es conserva parcialment llenços de la muralla i de la torre. Part de la muralla i l'interior del recinte estan coberts per edificacions adossades posteriorment, conformant a l'interior i l'entorn una estructura urbana integrada amb els carrers i places del nucli antic de Vilamarxant. Actualment el seu ús és residencial i de propietat privada, i és considerat com Bé d'Interés Cultural i Monument, per aplicació de la Llei de Patrimoni Històric Espanyol. A més en l'any 2003 va ser aprovat el Pla Especial de Protecció i Conservació de l'Entorn del Castell.
- Llavador municipal. Construït l'any 1903, l'edifici és de planta rectangular, amb arcs rebaixats en façana.
- La cisterna. Antic dipòsit d'aigua d'època medieval del segle xv, d'origen àrab, situada a l'edifici que porta el seu nom. Ha estat restaurada recentment de manera que en l'actualitat és accessible al visitant.
- Mas de Teulada. Conjunt d'edificacions de finals del segle xix i principis del XX
- Mas dels Frares o Masía de San Javier. L'origen de l'edifici es remunta a la meitat del segle xix, sent inicialment un convent de religiosos. D'aquí prové la denominació de "Mas des Frares", pel qual se la coneix popularment. Va passar a ser propietat estatal amb la desamortització de Mendizábal i posteriorment a propietat particular. Antigament, s'organitzaven romiatges a l'ermita del Mas des Frares per la qual cosa, a més de l'interès arquitectònic, alberga tradicions lligades a la història de Vilamarxant.
- Mas del Moro. Edifici del segle xix de planta baixa i pis, amb pati interior constituït per un porxo d'arcs rebaixats, que constituïx l'element original que millor es conserva. Hi ha un aqüeducte de 1907.
- Mas de la barca. Característica masia de zona de regadiu construïda al segle xix, amb edificacions adossades que denoten el creixement orgànic a través del temps.

### Patrimoni militar
- Trinxeres de la Guerra Civil. Les trinxeres de la Ferradura i el Clau estan situades en un búnquer de formigó, on comencen centenars de metres de trinxeres de la Guerra Civil espanyola, amb multitud de sales adjuntes la majoria visitables.

### Patrimoni natural

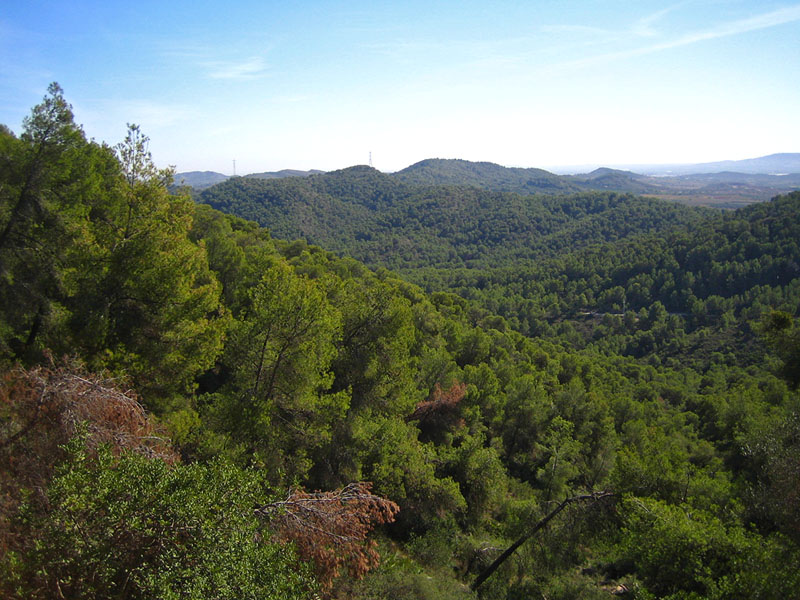
Paratge de les Rodanes.

- Les Rodanes. Es tracta d'un Paratge Natural Municipal. Es localitza en la muntanya d'utilitat pública denominat les Rodanes. Està format per quatre contraforts, denominades la Rodana Gran, Rodana del Pic, Rodana Parda i Rodana de l'Or. Presenta un elevat valor natural, podent ser catalogat com una singularitat litològica per presentar litologies silícies de gres, conegudes com a roig i que tant escassegen a la Comunitat Valenciana. Quant a l'interés forestal del paratge, destaca per la seua quantitat (biomassa forestal) i la seua qualitat (biodiversitat de plantes autòctones, endemismes, tipus de vegetació, fauna associada, sòls evolucionats i relíctics, etc.). A falta d'estudis exhaustius sobre la diversitat florística s'han comptabilitzat unes 200 espècies de plantes amb flor. Respecte a la fauna estan inventariades més de 100 espècies de vertebrats estimant-se en diversos milers les espècies d'invertebrats.
- Microrreserves de flora del Racó de Zamora, El Massís i Alt de la Rodana Gran.
- Conjunt de coves de les Pedrisses. El carst de les Pedrisses comprén un conjunt de huit cavitats conegudes, enclavades en materials carbonatats del Triàsic. Formen part del conjunt les cavitats següents:
  - Avenc dels Ratpenats.
  - Cova dels Ratpenats.
  - Sima de les Pedrizas de Horquera.
  - Cova de les Pedroses de Horquera.
  - Sima de l'Or.
  - Sima del Llentiscle.
  - Cova del Llentiscle.
  - Cova del Corral de la Bassa.
- Bassa Barreta. Es tracta d'una bassa excavada fa diversos segles sobre materials molt impermeables, per tal d'abastir al bestiar que es tancava al recinte conegut com el Corral de la Bassa Barreta. En 2.005 es va executar un projecte de restauració de la Bassa Barreta per convertir-la en un aiguamoll. El projecte va consistir a eliminar bogues i llims que s'havien anat acumulant amb el temps en el llit, i introduir més de 1.000 plantes de 20 espècies diferents per recrear la diversitat de vegetació que es dona en un aiguamoll mediterrani valencià.
- Pi de Monumental de Porxinos. És un pi emblemàtic i considerat Bé d'Interés Local, encara que va haver un altre de majors dimensions que va ser talat en època d'escassetat. Es tracta d'una espècie de pi blanc (Pinus halepensis]) i està ubicat al paratge de la Bassa Barreta.
- Àrea recreativa "La Pedrera del Rei". Emmarcada en la Muntanya d'Utilitat Pública de La Llomaina, l'àrea recreativa compta amb una zona de barbacoes per fer foc, pàrquing per a 50 vehicles amb una plaça per a minusvàlids, taules i bancs per menjar, fins i tot un menjador cobert.

## Festes i celebracions
Les festes i celebracions principals a Vilamarxant són:
- Falles: Vilamarxant participa amb tres falles del popular culte mediterrani al foc, tan arrelat en les comarques valencianes.
- Setmana Santa.
- Festes patronals en honor del Crist de la Salut i Santa Catalina. És la festa major de Vilamarxant i la més arrelada en la tradició i popularitat. Se celebra durant la segona quinzena d'agost. Durant eixos dies l'Ajuntament programa diversos actes i espectacles culturals i lúdics, on els festejos taurins són els protagonistes.
- Les Rastreres de Vilamarxant. Manifestació sonora tradicional que té lloc la Nit de Nadal, caiguda la vesprada, consistent en l'arrossegament, per part dels xiquets i joves, de llandes unides entre si per cordes o fil d'aram, formant llargues tires, pels carrers de la localitat per a anunciar el naixement de Jesús.